# Нижньоподпольний
Нижньоподпольний — хутір у складі Ольгінського сільського поселення Аксайського району Ростовської області.
Населення — 650 осіб (2010 рік).

## Географія
Нижньоподпольний хутір розташовано на схід від Ольгінської станиці за 25 км на південний схід від міста Аксай.
Місцевість хутора положена південніше Великого лиману, що був до побудови меліоративної системи значно більших розмірів.

### Вулиці
| - пров. 1-й, - пров. 2-й, - пров. 3-й, - пров. 4-й, | - вул. Нова, - вул. Першотравнева, - вул. Центральна |